# Heteromeyenia insignis
Heteromeyenia insignis är en svampdjursart som beskrevs av W. Weltner 1895. Heteromeyenia insignis ingår i släktet Heteromeyenia och familjen Spongillidae. Inga underarter finns listade i Catalogue of Life.